# Angelo Comastri
Angelo Comastri, född 17 september 1943 i Sorano, Toscana, är en italiensk kardinal och ärkebiskop emeritus. Han var 2005–2021 ordförande för Reverenda Fabrica Sancti Petri och 2006–2021 ärkepräst av San Pietro in Vaticano (Peterskyrkan).

## Biografi
Angelo Comastri studerade vid Påvliga Lateranuniversitetet, där han blev teologie licentiat. Han prästvigdes 1967. 
År 1990 utnämndes Comastri till biskop av Massa Marittima-Piombo och vigdes den 12 september samma år. 2005 blev han ordförande för Reverenda Fabrica Sancti Petri, vilket innebär att han är högste ansvarige för underhållet och den konstnärliga utsmyckning av Peterskyrkan. Året därpå utnämndes han till ärkepräst av San Pietro in Vaticano.
År 2007 utsåg påve Benedikt XVI Comastri till kardinaldiakon med San Salvatore in Lauro som titeldiakonia. Comastri deltog i konklaven 2013, vilken valde Franciskus till ny påve.